# ریچارد اتوود
ریچارد جیمز دیوید «دیکی» اتوود (انگلیسی: ‎Richard James David "Dickie" Attwood‎؛ زادهٔ ۴ آوریل ۱۹۴۰ در ولورهمپتون، استافوردشر) رانندهٔ سابق مسابقات اتومبیل‌رانی اهل بریتانیا است که از فصل ۱۹۶۴ تا ۱۹۶۵، و دوباره از فصل ۱۹۶۷ تا ۱۹۶۹ در مجموع در هفده گراند پری از مسابقات جهانی فرمول یک شرکت کرد.
اتوود در طول دوران فعالیت خود در فرمول یک در ۱ مسابقه موفق شد سریع‌ترین زمان طی یک دور پیست را به نام خود ثبت کند. او در این مسابقات ۱ بار بر روی سکو رفت و ۱۱ امتیاز را به نام خود به‌ثبت رساند.